# 岡精義
岡 精義（おか きよし、1906年12月24日 - 不明）は、日本のヤクザ、実業家。暴力団・三代目山口組舎弟。三友企業 社長。神戸生コン運輸社長。全国港湾荷役振興協会理事兼神戸副支部長。岡山県倉敷市出身。

## 来歴
明治39年（1906年）12月、 岡山県倉敷市で生まれた。岡精義は、幼少の頃から叔母の元で育った。
岡精義は、旧制中学校を卒業した。
大正12年（1923年）、神戸市へ移住し、港湾荷役の沖仲仕として働き始めた。
昭和5年（1930年）、神戸の賭場で、田岡一雄（後の三代目山口組組長）と知り合った。その後、金銭的に苦しかったこともあり、田岡一雄の借り上げた部屋に、度々滞在し寝食を共にするようになった。
昭和9年（1934年）8月、海員争議が起こり、会社側から二代目山口組・山口登組長に、紛争解決の調停役を依頼された。山口組舎弟の西田幸一と田尻春吉が、山口登の代理人として会議に出席した。話し合いがこじれ乱闘となり、西田幸一は殺害され、田尻春吉はも重傷を負った。その知らせを受けた田岡一雄が、岡精義とともに、海員組合争議本部に乗り込み、日本刀で組合長を斬りつけ、重傷を負わせた。田岡一雄は傷害罪で懲役1年の実刑判決を受け、神戸刑務所に服役した。
昭和10年（1935年）、港湾荷役の下請け業となり、東南アジア各地の湊の軍役荷役に従軍した。
昭和11年（1936年）1月20日、田岡一雄は、山口登から盃を受け、山口登の若衆となった。
昭和18年（1943年）、岡精義は、帰国して、神戸港運株式会社を起こした。
昭和21年（1946年）7月、山口組舎弟会が開かれた。山口登の若衆だった藤田仙太郎は、山口組三代目に、田岡一雄を提案した。舎弟頭・森川盛之助、湊芳次ら全員が田岡一雄の山口組三代目就任に賛成した。
同年10月13日、田岡一雄の山口組三代目襲名式が、神戸市・新開地の食堂「ハナヤ食堂」で、行われた。参加者は10人程度だった。
同年10月17日、田岡一雄は、神戸市生田区相生町の料亭「三輪」で、披露宴を行った。山口組三代目の初代若頭には、山田久一が就任した。このとき、岡精義は田岡一雄の若衆（後に舎弟）となった。田岡一雄からの最初の盃を、吉川勇次（後の三代目山口組若頭補佐）が受けた。このとき、組員は、先代の舎弟6人、先代の若衆14人、田岡一雄の直系若衆13人だった。
昭和22年（1947年）8月15日、民間貿易の再開が許可された。田岡は、岡精義の提案を受け、これを機に、港湾事業に積極的に参加していくことを決めた。
昭和23年（1948年）6月、連合軍司令部経済科学局民間運輸課は、コンファレンス・メモを出した。コンファレンス・メモは、荷役作業の元請け業者のみを認めて、荷役作業の下請けと第二次下請けを禁止した。港湾運送事業の統制会社を解体し、港湾労務の中間搾取を排除する狙いがあった。荷役作業の下請けと第二次下請けの会社は、元請け会社に組み込まれ、元請け会社の「作業部」になった。これにより、田岡の港湾事業は頓挫した。田岡は、岡精義を保阪運送会社の神戸支店作業部長に送り込み、しのぎの確保を目指した。
昭和25年（1950年）6月25日、朝鮮戦争が勃発した。同年6月28日、北朝鮮は、韓国の首都ソウルを陥落させた。神戸港は、朝鮮半島の米軍への補給基地となった。港湾業務の下請けを禁止したGHQのコンファレンス・メモは有名無実となった。これにより、田岡には、再び神戸市の港湾事業を押さえるチャンスが巡ってきた。
昭和26年（1951年）5月、運輸省は、コンファレンス・メモに代わって、港湾運送事業法を制定した。この法律で、港湾業務が一般港湾運送（元請け）、船内荷役、はしけ運送、沿岸運送に分けられ、それぞれが基準に沿った登録制となった。田岡は、岡精義の進言に従い、再び港湾事業に進出した。
同年、岡精義は、三友運輸株式会社を設立した。
昭和27年（1952年）、岡精義は、三友運輸株式会社を「三友企業」と改称した。
昭和31年（1956年）4月、田岡一雄は、第二次下請けの労務者を集めて、「神戸港港湾労働組合連合会」を結成した。神戸港港湾労働組合連合会委員長には、白石幸吉（本名は金文泰）の子分・大利幾造が就いた。発足時は、山口組系企業に加えて、15の単一組合、440人の労務者が母体となった。神戸港には、もとから総評系の「全港湾労働組合神戸支部」があった。「全港湾労組神戸支部」は第一次下請けの労務者のみによって結成されていた。
同年8月29日、田岡一雄は、港湾荷役協議会を解散し、全国規模の「全国港湾荷役振興協会」を設立した。全国港湾荷役振興協会は、全国の船内荷役の第二次下請けが集まった団体だった。全国港湾荷役振興協会会長には、藤木企業・藤木幸太郎社長が就いた。田岡一雄は、副会長兼神戸支部長に就いた。岡精義は常任理事となった。
昭和37年（1962年）12月13日、田岡一雄は、「御事始」（または、「正月事始」。通称「事始め」）の席で、企業を持った幹部が若衆を持つことを禁じた。
昭和38年（1963年）、国鉄三宮駅前に、地下街「さんちかタウン」が建設されることが決まった。山健組・山本健一組長（後の三代目山口組若頭）が、さんちかタウンの工事の用心棒を請け負うことになった。まもなく、山本健一が逮捕され、収監された。吉川組・吉川勇次組長（後の三代目山口組若頭補佐）と山口組若頭・地道行雄（地道組組長）が、さんちかタウンの用心棒を、山口組直轄で行うようにした。地道行雄は、岡精義を通じて、さんちかタウンの建設を請け負った建設会社から、用心棒代を出させた。
同年3月、警察庁は、神戸・山口組、神戸・本多会、大阪・柳川組、熱海・錦政会、東京・松葉会の5団体を広域暴力団と指定し、25都道府県に実態の把握を命じた。
同年8月、田岡一雄は、協議機関「七人衆」を設置した。地道行雄、舎弟頭・松本一美、南道会・藤村唯夫会長、松本国松、安原武夫、岡精義、三木好美が七人衆になった。
昭和39年（1964年）1月、「暴力取締対策要綱」が作られた。
同年2月、警視庁は「組織暴力犯罪取締本部」を設置し、暴力団全国一斉取締り（第一次頂上作戦）を開始した。
同年3月26日、警察庁は改めて広域10大暴力団を指定した。10大暴力団は、神戸・山口組、神戸・本多会、大阪・柳川組、熱海・錦政会、東京・松葉会、東京・住吉会、東京・日本国粋会、東京・東声会、川崎・日本義人党、東京・北星会だった。

昭和40年（1965年）、山口組に対する第一次頂上作戦が開始された。
同年4月25日、田岡一雄に兵庫県警捜査四課を通じて、引退届けを送った。
同年5月2日、田岡一雄は岡精義の引退を認めた。

## 岡精義関連の映画・オリジナルビデオ
- 『山口組三代目』（1973年、東映）、岡精義役は、山本麟一
- 『三代目襲名』（1974年、東映）、岡精義役は、山本麟一